# Semachrysa jade
Semachrysa jade é uma espécie de crisopídeo originária das províncias malaias de Selangor e Sabá. Apenas alguns espécimes foram encontrados até hoje, todos fêmeas. Eles têm extensas marcas escuras na porção basal de suas asas, o que os diferencia das outras 14 espécies do gênero Semachrysa.
A espécie foi descoberta graças a um fotógrafo amador malaio, que partilhou uma foto mostrando um espécime na Internet, usando o Flickr. Um entomologista do estado da Califórnia viu a foto e, nem ele nem outros colegas que também a viram, foram capazes de identificar a espécie. Mais tarde, após contatar o fotógrafo e informá-lo de que possivelmente se tratava de uma nova espécie, este pôde obter um espécime. Testes posteriores, realizados no Museu de História Natural de Londres, confirmaram que se tratava de uma nova espécie de crisopídeo. Esta deve ser a primeira espécie animal descoberta através do Flickr e um exemplo do que se designa por ciência cidadã.

## Descrição
A coloração usual da S. jade varia do amarelo ao verde claro. O comprimento das asas anteriores é de 15 mm, enquanto que o das asas posteriores varia entre 13,5 e 14 mm. Suas antenas têm aproximadamente 50 flagelômeros. Como todas as outras espécies de seu gênero, ela se distingue por suas asas com veios e as marcas escuras ao centro. A S. jade é muito semelhante à Semachrysa wallacei.

## Descoberta

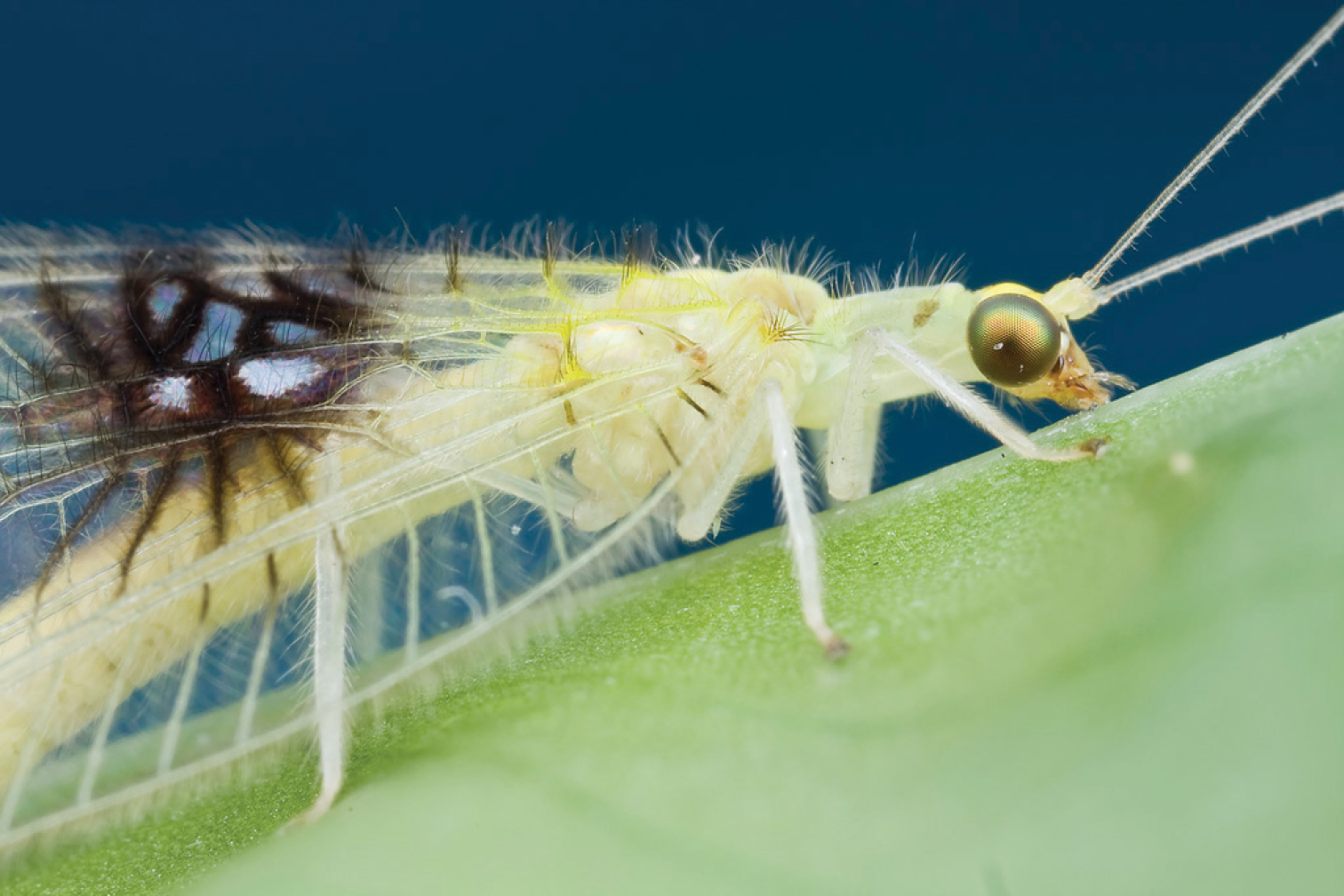
Uma fêmea de Semachrysa jade.

Em maio de 2011, o fotógrafo amador malaio Hock Ping Guek estava fazendo macrofotografias de insetos nas florestas do parque estadual de Selangor, próximo a Kuala Lumpur. Seu interesse maior neste dia eram crisopídeos um tanto raros, empoleirados sobre ramos e folhas. Durante sua caçada fotográfica, ele pôde fotografar um exemplar amarelo-esverdeado com uma marca escura nas asas, parecida com um outro inseto. Hock já havia visto um desses, mas o mesmo voou antes que pudesse fotografá-lo.
De volta a sua residência, Hock postou as fotos no Flickr, comentando sobre como sentia-se sortudo por ter finalmente conseguido aquelas imagens após quatro anos de macrofotografia. Dr. Shaun Winterton, um entomologista do Departamento de Alimentos e Agricultura da Califórnia, deparou-se com uma das imagens logo após terem sido hospedadas no site de compartilhamento de fotos na Internet. Ele ficou surpreso com as marcas escuras nas asas, as quais nunca havia visto em um crisopídeo. Apesar de sua vasta experiência de campo, o Dr. Winterton não foi capaz de identificar a espécie. Colegas, aos quais ele repassou o endereço com a foto, também ficaram perplexos.
O Dr. Winterton contatou Guek através de uma mensagem de correio eletrônico, perguntando se ele possuía um espécime, pois possivelmente se tratava de uma nova espécie. Guek respondeu que o espécime da foto havia levantado voo logo após ter sido fotografado, e que portanto ele não possuía nenhum. Contudo, um ano depois, Guek contatou o Dr. Winterton por correio eletrônico e disse que havia visto um crisopídeo daquela mesma espécie e que, desta vez, ele o havia capturado. Dr. Winterton disse a Guek para enviá-lo para Steven J. Brooks, do Museu de História Natural de Londres.
Brooks não apenas confirmou de que se tratava de uma espécie até então desconhecida, mas também encontrou um outro espécime, que havia sido enviado ao museu muitos anos antes, da província malaia de Sabá, na ilha de Bornéu, e que até então não havia sido estudado ou classificado. Os três, usando o Google Docs, trabalharam conjuntamente na escrita de um manuscrito descrevendo a nova espécie. Dr. Winterton batizou a espécie numa referência a sua filha, e não às cores do inseto. Segundo o Dr. Winterton, há grandes chances de que aconteçam mais descobertas como esta, pois milhares de imagens são postadas todo minuto no Flickr.
No resumo do manuscrito, publicado em agosto de 2012 na revista ZooKeys, os autores definiram o trabalho como uma descoberta conjunta de um cientista-cidadão e de taxonomistas profissionais. Eles discorreram a respeito no próprio manuscrito:
| “ | Cada vez mais novas espécies vêm sendo descobertas pelo público em geral interessado em ciências naturais muito antes de serem reconhecidas como tal pela ciência e de serem descritas formalmente por taxonomistas. Com o rápido desenvolvimento das tecnologias de fotografia digital, fotógrafos amadores e profissionais estão descobrindo e documentando, sem saber, novas espécies de animais e plantas, ao postar fotos destas em bancos de imagens muito antes de os taxonomistas poderem examiná-las. Em alguns casos o espécime não é imediatamente coletado, o que faz com que a sua descoberta se concretize apenas quando a existência de espécimes adicionais seja verificada e se possa então fazer a designação de tipo durante o processo descritivo formal. | ” |

## Imagens

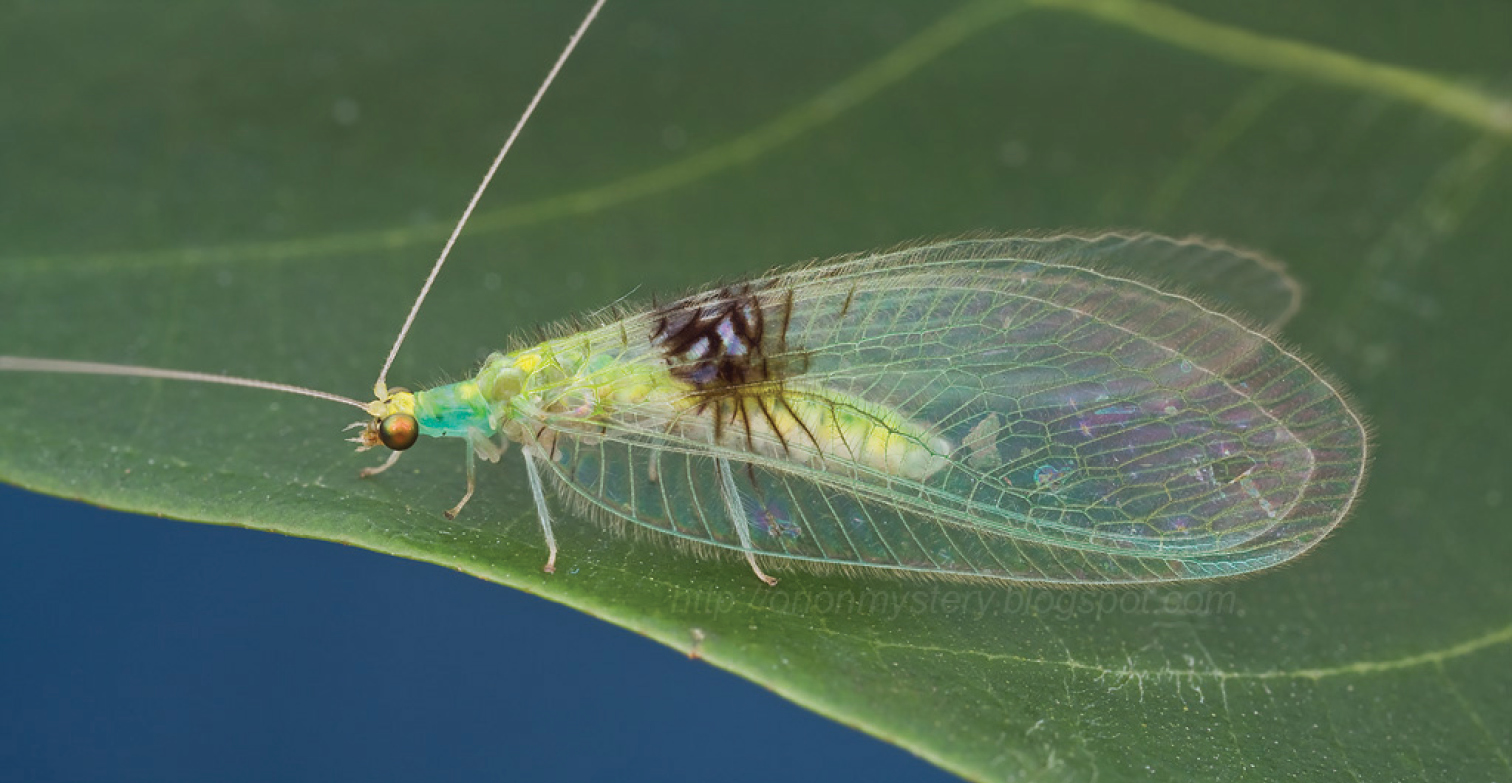
Holótipo de uma fêmea
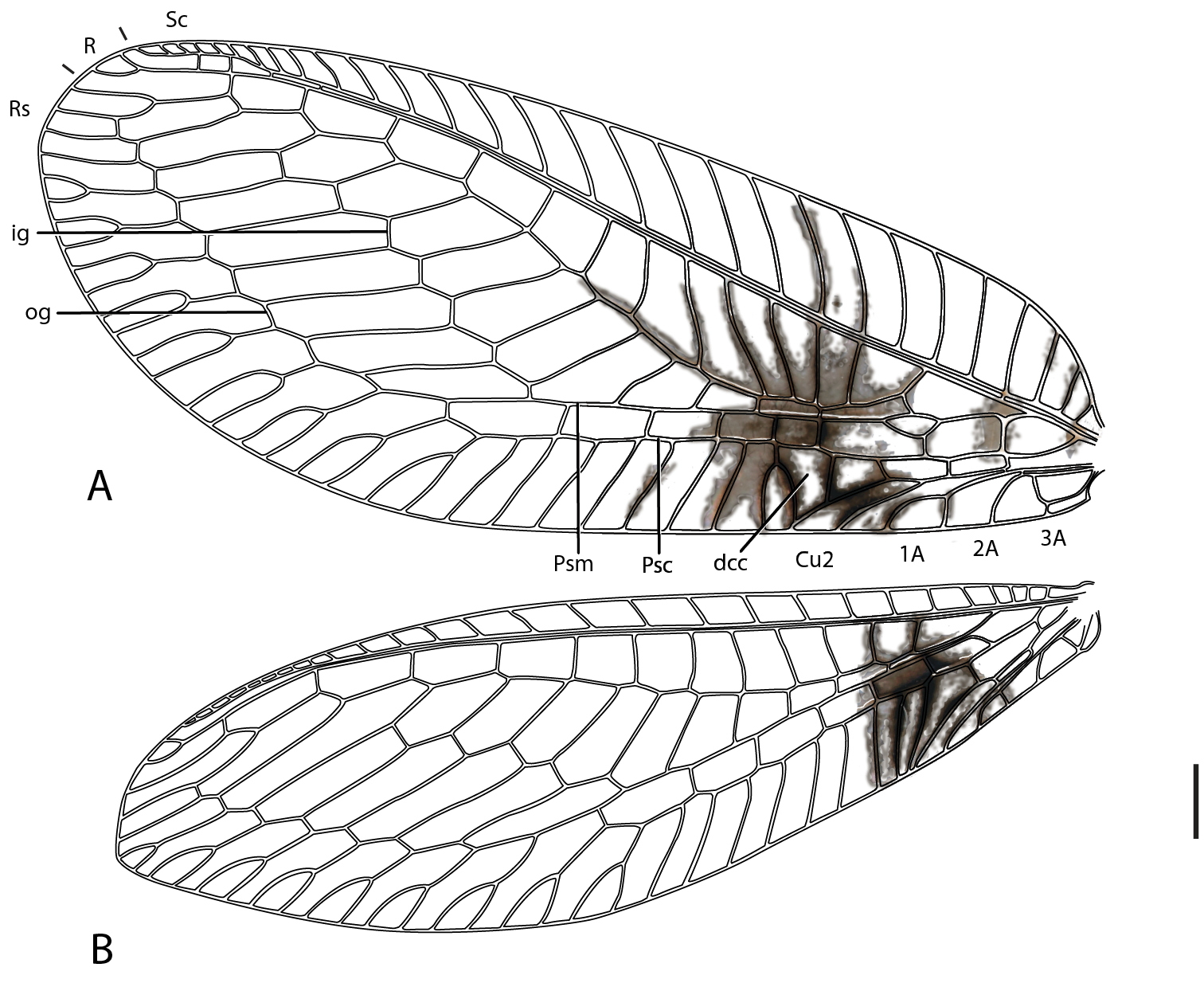
Diagrama das asas
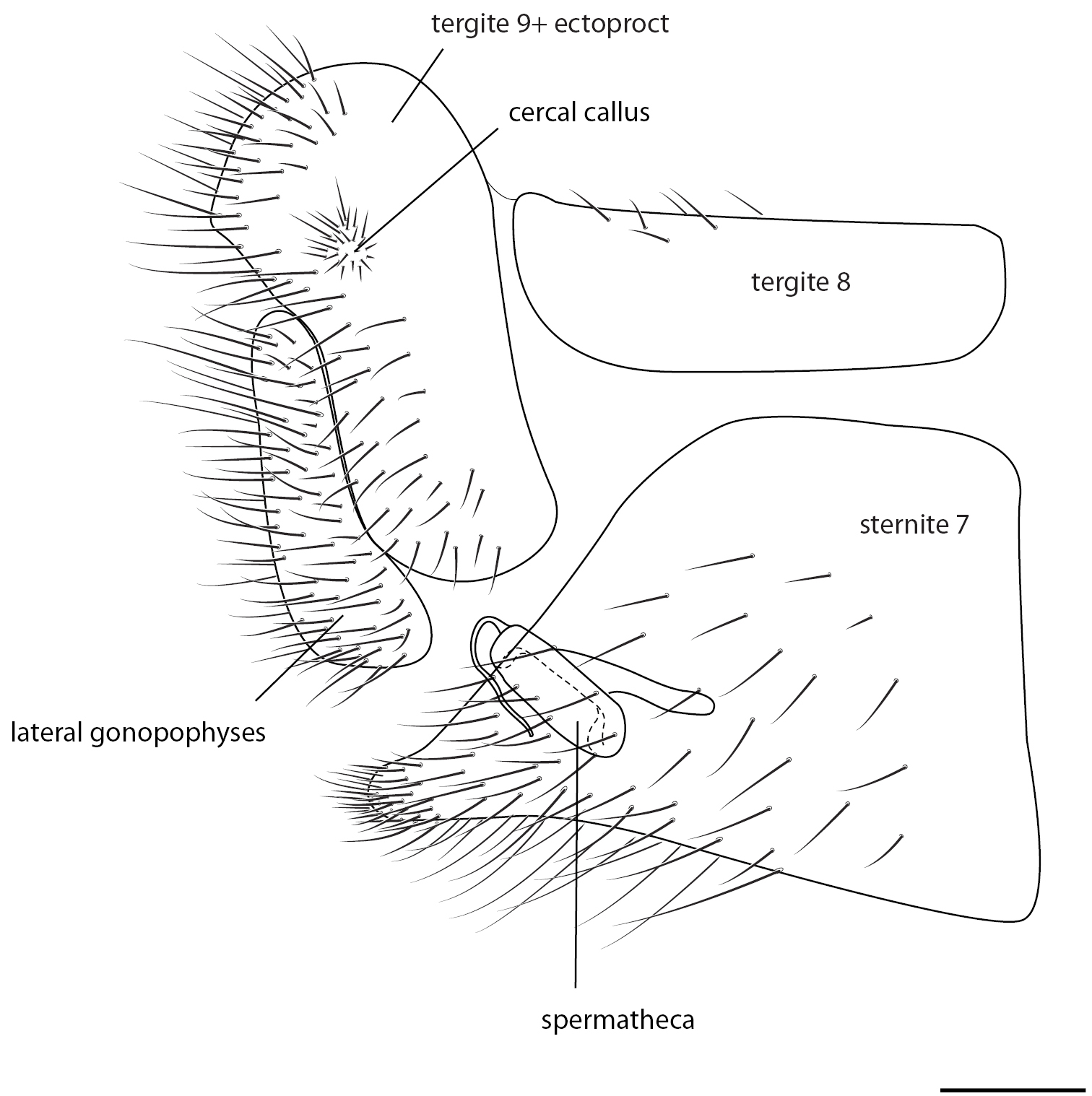
Terminalia de uma fêmea